# Numeri civici a Venezia

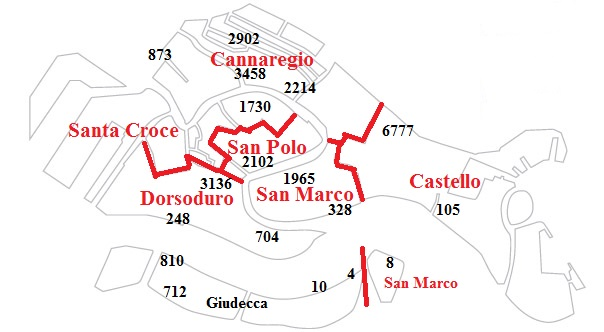
Mappa dei sestieri di Venezia con la collocazione di alcuni numeri civici.

I numeri civici a Venezia sono codificati in base a due diversi sistemi, in relazione alla variegata struttura del territorio comunale con località dalle diverse caratteristiche storiche e ambientali.

## Numerazione a stradario
La numerazione a stradario è quella più comune, utilizzata nella maggior parte dei centri abitati italiani: l'indirizzo è composto dal nome dell'area di circolazione (strada, piazza o simili) e dal numero civico (via Miranese 247). La numerazione è progressiva dall'inizio verso la fine dell'area di circolazione e, normalmente, i numeri pari si trovano a destra e i dispari a sinistra procedendo dal centro verso la periferia.
Questo sistema è in uso in tutta la Terraferma, in laguna al Lido, Murano, Sant'Erasmo e nelle isole minori, nel centro storico nelle aree di urbanizzazione più recente, ovvero Sant'Elena, Sacca Fisola e il Tronchetto. 
Nelle isole minori, non esistendo delle aree di circolazione con una toponomastica ufficiale, gli indirizzi sono accompagnati dalla specifica "isola" (isola Torcello 14, isola Nova del Tronchetto 9). 

## Numerazione ad insulario

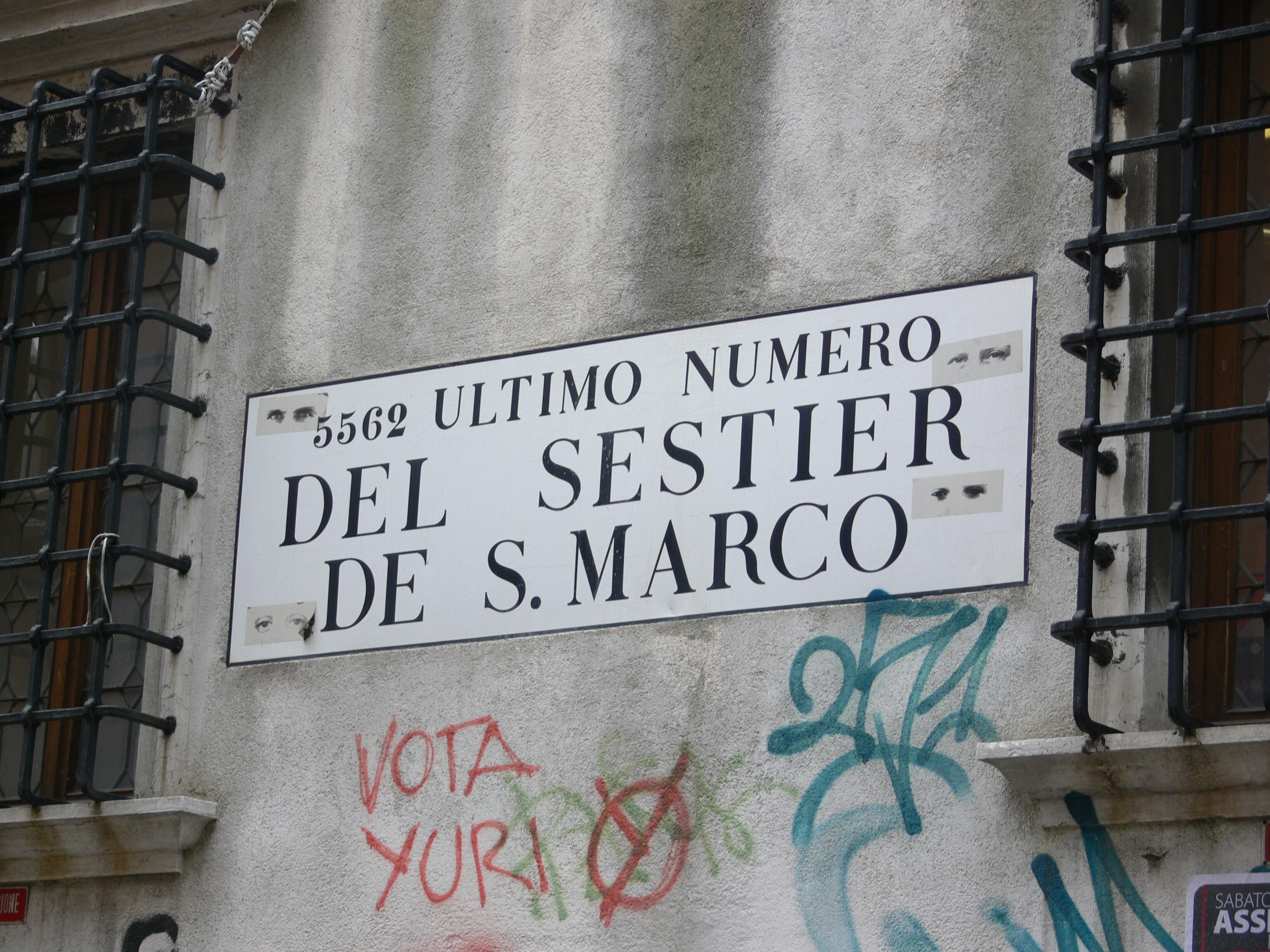
L'ultimo numero (5562) del sestiere di San Marco, presso il fondaco dei Tedeschi.

La numerazione a insulario deriva dal vecchio sistema civico austriaco, introdotto per la prima volta nel 1786 da Giuseppe II a Milano  e poi applicato a Venezia tra il 1797 (dopo il Trattato di Campoformio) e il 1805 (prima della Pace di Presburgo che cedette Venezia alla Francia); comunque il decreto ufficiale di adozione della numerazione austriaca fu il regolamento del 24 settembre 1801 sotto Francesco II.
Questo sistema utilizza la denominazione del sestiere o della località anziché dell'area di circolazione (San Marco 3998), anche perché quest'ultima può essere omonima ad altre di sestieri diversi, se non dello stesso sestiere (vedi le numerose calli del Forno). La numerazione dei civici è strettamente sequenziale, senza distinzione di lato tra numeri pari e numeri dispari. È possibile specificare l'area di circolazione in cui si trova il civico (San Marco 3998, salizada del Teatro), ma non è obbligatorio.
Questa codifica è in uso:
- nel centro storico, diviso nei sei sestieri di San Marco (compresa l'isola di San Giorgio Maggiore), Castello, San Polo, Santa Croce, Dorsoduro e Cannaregio, con l'aggiunta della Giudecca ed esclusi i quartieri di Sant'Elena e Sacca Fisola;
- a Burano, diviso nei cinque sestieri di San Martino Destra, San Martino Sinistra, San Mauro, Giudecca e Terranova;
- a Mazzorbo;
- sull'isola di Pellestrina, divisa tra le località di Santa Maria del Mare, San Pietro in Volta, Portosecco, Ca' Roman e Pellestrina paese (costituita a sua volta dai sestieri di Scarpa, Busetti, Zennari e Vianelli che possono essere specificati)[1].

Per non creare confusione tra la Giudecca veneziana e quella buranella, nel primo caso va specificata qualifica "isola", nel secondo la qualifica "sestiere" (isola Giudecca 127, nel centro storico, non va confuso con sestiere Giudecca 127, a Burano).
La disposizione dei numeri all'interno delle varie aree avviene solitamente a cerchi concentrici a partire da un punto notevole. Per quanto riguarda i sestieri del centro storico, la numerazione vigente inizia:
- a Castello nei pressi della basilica di San Pietro di Castello;
- a San Marco dalla basilica di San Marco;
- a Santa Croce dal ponte San Pantalon;
- a Cannaregio dalla stazione di Venezia Santa Lucia;
- a San Polo dal Palazzo dei Camerlenghi;
- a Dorsoduro dalla basilica della Salute;
- alla Giudecca da est a ovest a partire dalla caserma "Mocenigo" della Guardia di Finanza.